# Antifeminisme

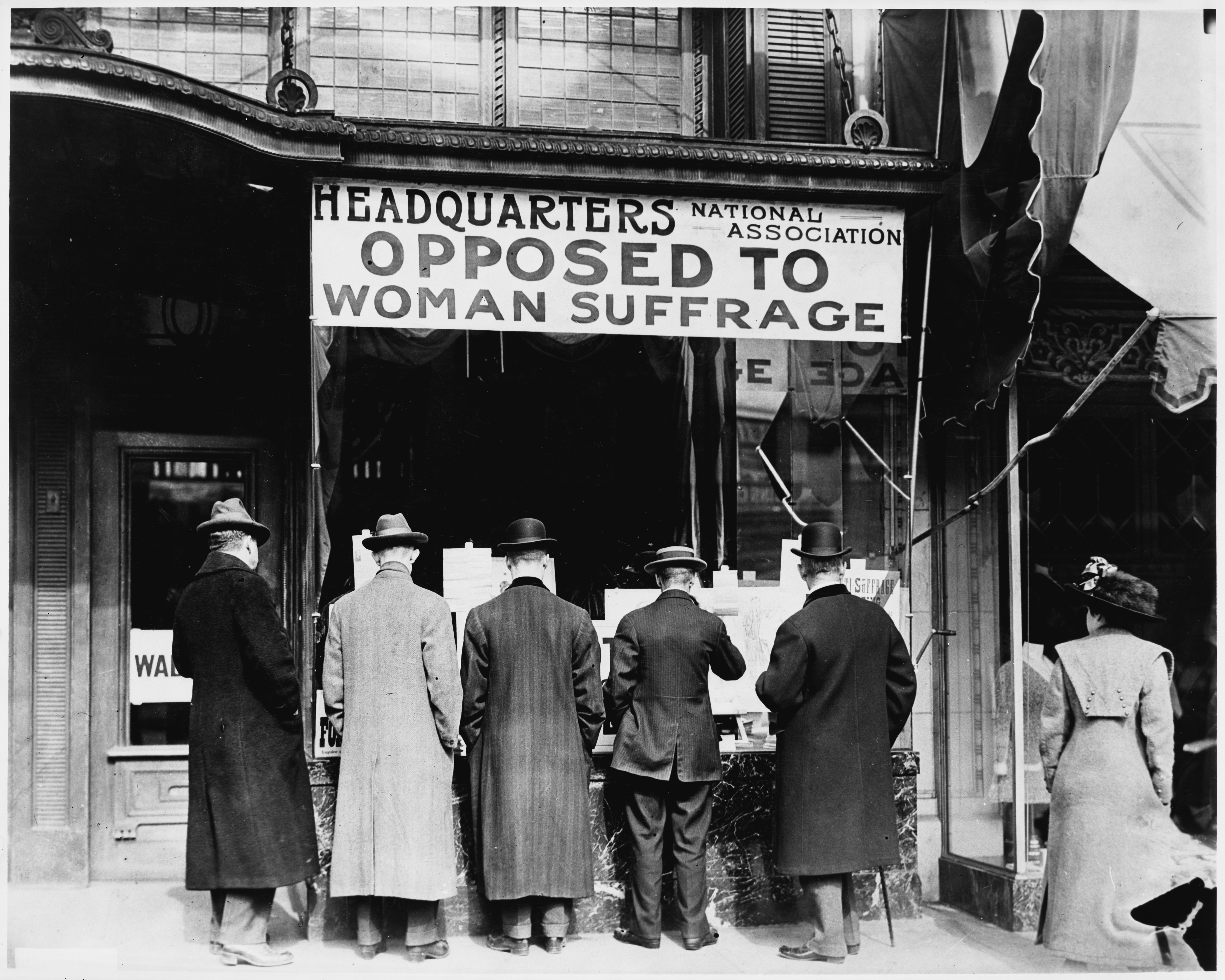
Entrada a una associació antifeminista, en contra de que les dones poguessin votar, és a dir contra el que en aquell temps era una reivindicació feminista.

L'antifeminisme  és el conjunt de crítiques o l'oposició als moviments i teories feministes, sigui per raons polítiques, filosòfiques, religioses, sociològiques o culturals. S'aplica tant a la lluita contra l'emancipació femenina com al rebuig de qualsevol feminisme. Antifeminista pot ser una visió, idea, actitud o acció portada a terme tant per una dona com per un home.
Alguns arguments històrics típics contra el feminisme han estat els que, a favor de la divisió sexual del treball, s'oposen al treball productiu de les dones, al seu dret a vot o als drets de les dones en general. N'hi ha que defensen els rols de gènere diferenciats tradicionals, preocupats per la indiferenciació d'aquests, el caos sexual que pot produir, el perill que desaparegui o minvi l'estructura social per les anomenades «veritables famílies tradicionals» i que es pugui perdre la veritable feminitat. A Europa, alguns agents històricament interessats a l'antifeminisme han estat el capitalisme lliberal o de dretes (estructurat en famílies i empreses) i la majoria de veus al cristianisme, hereus de l'apòstol Pau de Tars que al segle primer va decretar «Que les dones callin a les assemblees» (no totes, existeix la teologia feminista i algunes protofeministes eren religioses), i a l'Estat Espanyol en particular el franquisme. L'antifeminisme als estats teocràtics islàmics es manifesta en la violència extrema contra les dones que se'n volen emancipar, com va palesar, entre d'altres, a l'Iran el 2022.
L'antifeminisme no és un moviment del passat. Al contrari, al món occidental està creixent als darrers anys. Es manifesta des de comentaris sexistes i antifeministes a les xarxes socials fins a l'assassinat massiu de dones a una universitat declarant que és una lluita contra el feminisme, passant per l'intent de prohibir la paraula feminisme a la revista Time. Una possible explicació podria ser que, en una societat a la qual tot es simplifica, per la gran quantitat d'informació i dades que es reben al llarg del dia i una manera de fer multitasca continuada, alguns homes vegin l'avanç de drets de les dones com a retrocés per als dels homes.

## Autors antifeministes

Símbol antifeminista

- Erica Catrina D'Alessandro
- Helen Andelin
- Ernest Belfort Bax
- Ann Coulter
- Mary Pride
- Jean Baudrillard
- Pau de Tars

### Llibres sobre l'antifeminisme
- Redefining the New Woman, 1920-1963 (Antifeminism in America: A Collection of Readings from the Literature of the Opponents to US Feminism, 1848 to the Present) , Howard-Zophy
- Un-American Womanhood: Antiradicalism, Antifeminism, and the First Xarxa Scare , Kim E. Nielsen
- Andrea Dworkin,  Right-Wing Women: The Politics of Domesticated Females  (1983; ISBN 0-399-50671-3).
- Susan Faludi,  Backlash: The Undeclared War Against American Women  (1992; ISBN 0-385-42507-4)
- Cynthia D. Kinnard,  Antifeminism in American Thought: An Annotated Bibliography  (Boston: GK Hall & Co, 1986, ISBN 0-8161-8122-5)
- Jane J. Mansbridge:  Why We Lost the ERA,  Chicago, University of Chicago Press, 1986
- Swanson, G. Antifeminism in America : a reader. A collection of readings from the literature of the opponents to U.S. feminism, 1848 to the present.  Nova York: Garland, 2000. ISBN 0-8153-3437-0.

### Llibres antifeministes
- Helen Andelin, Fascinating Womanhood (2007) ISBN 0-553-38427-9
- Alan J. Barron, The Death of Eve: Women, Liberation, durada anomenat Disintegration (1986) ISBN 0-949667-36-6
- Alan Carlson, The Family in America: Searching for Social Harmony in the Industrial Age (2003) ISBN 0-7658-0536-7
- Alan Carlson, Family Questions: Reflections on the American Social Crisis (1991) ISBN 1-56000-555-6
- Gilbert K. Chesterton,  Brave New Family  (1990; essay collection) ISBN 0-89870-314-X
- Thomas Fleming,  The Politics of Human Nature  (1988) ISBN 1-56000-693-5
- Maggie Gallagher,  The Abolition of Marriage: How We Destroy Lasting Love  (1996) ISBN 0-89526-464-1
- George Gilder,  Men and Marriage  (1992) ISBN 0-88289-444-7
- Steven Goldberg,  Why Men Rule: A Theory of Male dominance  (1993; originally published 1971) ISBN 0-8126-9237-3
- Steven Goldberg,  The Inevitability of patriarchy  (1977) ISBN 0-8126-9237-3
- F. Carolyn Graglia,  Domestic Tranquility: A Brief Against Feminism  (1998) ISBN 0-9653208-6-3
- Mary A. Kassian,  The Feminist Mistake  (2005) ISBN 1-58134-570-4
- Linda Kelly,  Disabusing the Definition of Domestic Abuse: How Women Batt Men and the Role of the Feminist State  Arxivat 2008-01-09 a Wayback Machine. (2003)
- Myron Magnet,  Modern Sex: Liberation and Its Discontents  (2001) ISBN 1-56663-384-2
- Paul Nathanson and Katherine Young  Spreading Misandry: The Teaching of Contempt for Men in Popular Culture  (2001) ISBN 0-7735-2272-7
- Paul Nathanson and Katherine Young,  Legalizing Misandry: From Public Shame to Systemic Discrimination Against Men  (2006) ISBN 0-7735-2862-8
- John Piper and Wayne A. Grudem,  recovering Biblical Manhood and Womanhood  (1991) ISBN 0-89107-586-0
- Mary Pride,  The Way Home: Beyond Feminism, Back to Reality  (1985) ISBN 0-89107-345-0
- Phyllis Schlafly,  The Power of the Positive Woman  (1977) ISBN 0-87000-373-9
- Phyllis Schlafly,  Feminist Fantasies  (2003) ISBN 1-890626-46-5
- Howard Schwartz,  The Revolt of the Primitive: An Inquiry into the Roots of Political Correctness  (2003) ISBN 0-7658-0537-5
- Lionel Tiger,  The Decline of Males  (2000) ISBN 0-312-26311-2
- Esther Vilar,  The Manipulated Man  (1972) ISBN 0-9530964-2-4
- Alan J. Barron,  The Death of Eve: Women, Liberation, durada anomenat Disintegration  (1986) ISBN 0-949667-36-6
- Alan Carlson,  The Family in America: Searching for Social Harmony in the Industrial Age  (2003) ISBN 0-7658-0536-7
- Alan Carlson,  Family Questions: Reflections on the American Social Crisis (1991) ISBN 1-56000-555-6
- Gilbert K. Chesterton,  Brave New Family  (1990) ISBN 0-89870-314-X
- Danielle Crittenden,  What Our Mothers Didn't Tell Us  (2000) ISBN 0-684-85959-9
- Midge DECT,  The New Chastity and Other Arguments Against Women's Liberation  (1974) ISBN 0-399-50307-2
- Thomas Ellis,  The Rantings of a Single Male  Arxivat 2011-09-30 a Wayback Machine. (2005) ISBN 0-9762613-1-6
- Thomas Fleming,  The Politics of Human Nature  (1988) ISBN 1-56000-693-5
- Elizabeth Fox-Genovese,  Feminism is Not the Story of My Life  (1996) ISBN 0-385-46790-7
- Maggie Gallagher,  The Abolition of Marriage: How We Destroy Lasting Love  (1996) ISBN 0-89526-464-1
- George Gilder,  Men and Marriage  (1992) ISBN 0-88289-444-7
- Steven Goldberg,  The Inevitability of patriarchy  (1977) ISBN 0-8126-9237-3
- Steven Goldberg,  Why Men Rule: A Theory of Male dominance  (1993) ISBN 0-8126-9237-3
- F. Carolyn Graglia,  Domestic Tranquility: A Brief Against Feminism  (1998) ISBN 0-9653208-6-3
- Richard T. Hise,  The War Against Men  (2004) ISBN 1-930859-61-9
- Domestic Violence: The 12 Things You Aren't Suppo to Know; Thomas P. James, Aventino Press, 2003, ISBN 1-59330-122-7
- Gertrude Himmelfarb,  The De-moralization Of Society  (1996) ISBN 0-679-76490-9
- Christina Hoff-Sommers,  The War Against Boys: How Misguided Feminism is Harming Our Young Men  (2001) ISBN 0-684-84957-7
- Christina Hoff-Sommers,  Who Stola Feminism?  (1995) ISBN 0-684-80156-6
- Mary A. Kassian,  The Feminist Mistake  (2005) ISBN 1-58134-570-4
- Linda Kelly,  Disabusing the Definition of Domestic Abuse: How Women Batt Men and the Role of the Feminist State  Arxivat 2008-01-09 a Wayback Machine. (2003)
- The Female Thing: Dirt, Sex, Envy, Vulnerability, Laura Kipnis, 2006
- The el·lipstick proviso: Women, Sex & Power in the Real World, Karen Lehrman, 1997, ISBN 0-385-47481-4
- Myron Magnet,  Modern Sex: Liberation and Its Discontents  (2001) ISBN 1-56663-384-2
- Harvey C. Mansfield,  Manliness  (2006) ISBN 0-300-10664-5
- Diane Medved and Dan Quayle,  The American Family: Discovering the Values That Make Us Strong  (1997) ISBN 0-06-092810-7
- Paul Nathanson and Katherine Young,  Legalizing Misandry: From Public Shame to Systemic Discrimination Against Men  (2006) ISBN 0-7735-2862-8
- Paul Nathanson and Katherine Young  Spreading Misandry: The Teaching of Contempt for Men in Popular Culture  (2001) ISBN 0-7735-2272-7
- Kate O'Beirne,  Women Who Make the World Worse  (2005) ISBN 1-59523-009-2
- John Piper and Wayne A. Grudem,  recovering Biblical Manhood and Womanhood  (1991) ISBN 0-89107-586-0
- Professing Feminism: Cautionary Tales from the Strange World of Women's Studies; Daphne Patai and Noret Koertge, 1995, ISBN 0-465-09827-4
- Erin Pizzey,  Prona to Violence  (Hamlyn, 1982; ISBN 0-600-20551-7)
- Mary Pride,  The Way Home: Beyond Feminism, Back to Reality  (1985) ISBN 0-89107-345-0
- Phyllis Schlafly,  Feminist Fantasies  (2003) ISBN 1-890626-46-5
- Howard Schwartz,  The Revolt of the Primitive: An Inquiry into the Roots of Political Correctness  (2003) ISBN 0-7658-0537-5
- Lionel Tiger,  The Decline of Males  (2000) ISBN 0-312-26311-2
- Esther Vilar,  The Manipulated Man  (1972) ISBN 0-9530964-2-4
- Philip Gordon Wylie,  A Generation of Vipers  (1942) ISBN 1-56478-146-1